# 10870 Gwendolen
10870 Gwendolen (1996 SY4) là một tiểu hành tinh vành đai chính được phát hiện ngày 25 tháng 9 năm 1996 bởi G. C. L. Aikman ở Dominion Astrophysical Observatory, Victoria. Nó được đặt tên cho Gwendolen Aikman, mẹ của người khám phá ra tiểu hành tinh.